# Agarosgelelektrofores
Agarosgelelektrofores är en speciell sorts elektrofores. Elektrofores-metoden används för att analysera makromolekyler. I en gelelektrofores placeras ett elektriskt fält över en gjuten gel, och man utnyttjar fenomenet att molekyler som har olika storlek, olika laddning eller olika massa vandrar olika långt i gelen. Det som skiljer agarosgelektrofores från andra elektrofores metoder är att man använder agaros, en speciell organisk linjär polysackarid.  

## Agarosgelektrofores med DNA
En vanlig metod för att analysera DNA är att använda agrosgelektrofores. Vanligtvis använder man restriktionsenzymer som är en typ av enzymer som kan klyva DNA-molekyler vid platser specifika för just det restriktionsenzymet. Vid klyvning skapas kortare och mer lätthanterade bitar. Vanligtvis klipper restriktionsenzymer vid DNA-palindrom, men det finns undantag. För att genomföra en elektrofores gjuts agarosgel i en form, genom att hetta upp agaros i en buffer, och när vätskan svalnar i gjutformen  bildas agarosgelen. Innan agarosgelen svalnat placeras en kam i ena änden av gjutformen, så att kammen kan bild hålrum i gelen, s.k. brunnar. I brunnarna kan prover som t.ex. klyvt DNA kan laddas. Gelen placeras i ett elektroforeskärl och en buffert hälls på. Först nu bör kammen tas bort då brunnarna annars riskerar att skadas. DNA bör blandas med laddningsfärg innan det placeras i brunnarna, vanligtvis med en automatpipett. När sedan en spänning placeras genom elektroforeskärlet och genom gelen kommer de negativt laddade DNA-bitarna börja vandra genom gelen mot den positiva anoden. Långa DNA-bitar kommer bromsas mer av gelen, medan kortare fragment vandrar snabbare genom gelen. På så viss kan DNA-bitar med olika storlek separeras ifrån varandra. Är laddningsfärgen UV-reaktiv kan man sedan se hur långt DNA:t vandrar om det belyses med UV-ljus, men oftast används färgade ämnen som kan ses direkt med ögat. Efter separationen belyses DNA och de olika DNA-bitarna kan ses som streck, vilka kallas band. 

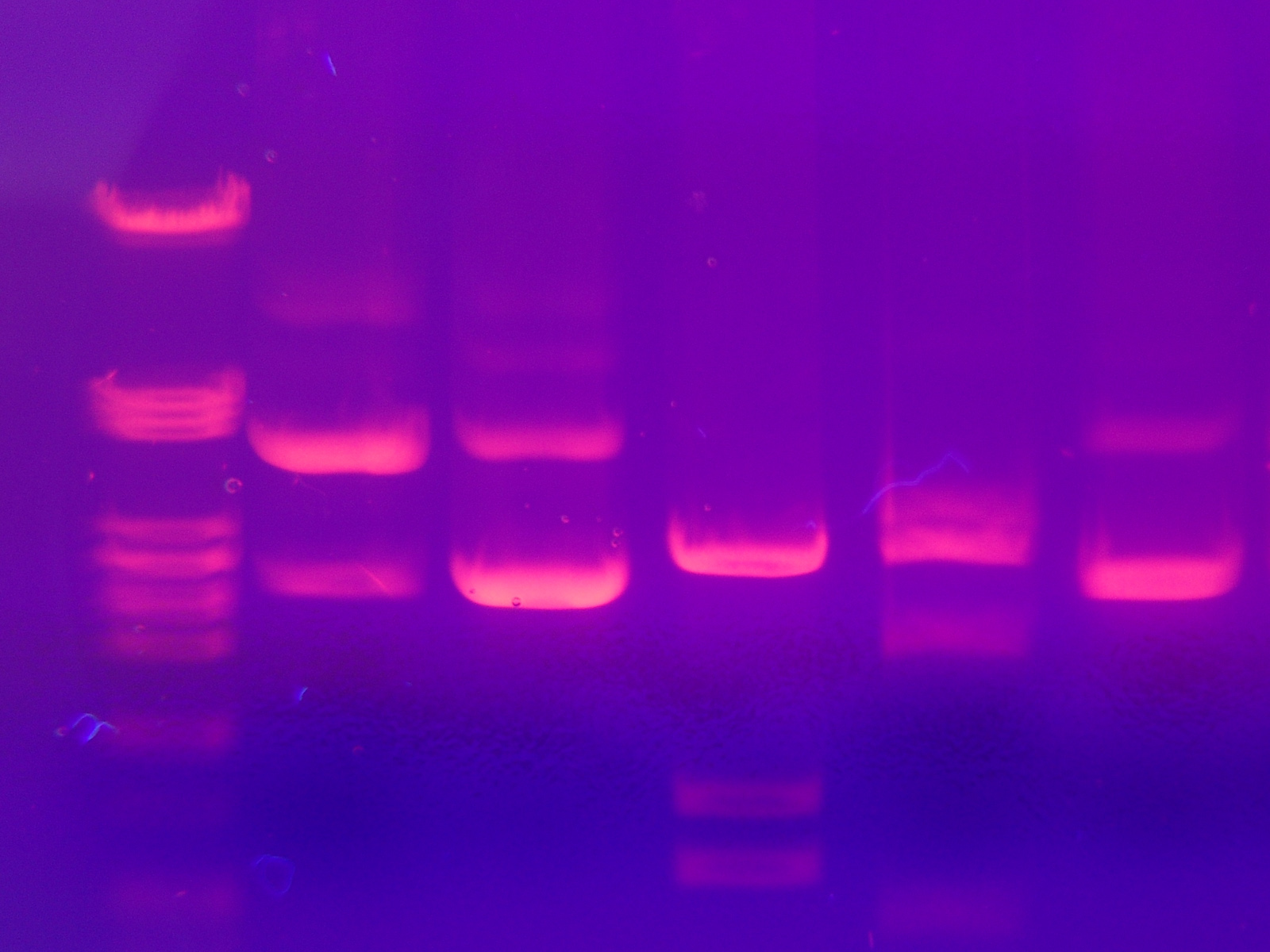
DNA belyses med UV-ljus efter de genomgått agaroselektrofores.